# Luc Sabatier
Luc Sabatier est un skieur nordique handisport français.

## Biographie
Luc Sabatier participe au sein de la délégation française aux Jeux paralympiques d'Innsbruck 1984 et aux Jeux paralympiques de Tignes-Albertville 1992. Lors des Jeux de 1992, il y remporte notamment trois médailles de bronze, toutes en ski de fond et en catégories B ou B1, réservées aux athlètes malvoyants. Il termine ainsi troisième des épreuves du 10 km, du 30 km et du relais 3 × 5 km accompagné d'Hervé Le Moing et Elie Zampin,.
Il est de plus le dernier relayeur de la torche paralympique et allume à ce titre la vasque lors de la cérémonie d'ouverture des Jeux de 1992.